# はつきあい
『はつきあい』は、カザマアヤミによる日本の漫画。スクウェア・エニックス『月刊ガンガンJOKER』で2010年1月号から2011年1月号まで連載された。

## 概要
「はじめてのおつきあい」をテーマに、初恋を実らせて交際を始めたばかりの男女の初々しい姿を1話ないし2話完結で描くオムニバス形式の恋愛漫画。エピソードの話数は「一結び」「二結び」…とカウント。
演出上の意図により、稀に4コマ漫画が挿入される場合がある。

## エピソード一覧
1. ユルライン（前編）
2. ユルライン（後編）
3. 雪の日の手のひら
4. 上諏訪
5. シークレットハニハニデイト
6. 限定彼女（前編）
7. 限定彼女（後編）
8. 紅白名前合戦
9. 遅咲きの白い花
10. Dog Dog!（前編）
11. Dog Dog!（後編）
12. 無期限彼女
13. 図書館の魔力
14. はつきあいごっこ

## 書誌情報
- カザマアヤミ 『はつきあい』 スクウェア・エニックス〈ガンガンコミックスJOKER〉、全2巻
  1. 2010年8月21日初版発行（同日発売）、ISBN 978-4-7575-2981-6
  2. 2011年5月21日初版発行（同日発売）、ISBN 978-4-7575-3147-5